# Pachnobia yatsugadakeana
Pachnobia yatsugadakeana är en fjärilsart som beskrevs av Matsumura 1926. Pachnobia yatsugadakeana ingår i släktet Pachnobia och familjen nattflyn. Inga underarter finns listade i Catalogue of Life.